# Neckera floribunda
Neckera floribunda là một loài rêu trong họ Neckeraceae. Loài này được (Dozy & Molk.) Müll. Hal. mô tả khoa học đầu tiên năm 1869.